# 巴拿馬小鯷
巴拿馬小鯷（学名：Anchoa panamensis）為輻鰭魚綱鲱形目鳀科的其中一種，分布於東太平洋區的巴拿馬灣海域，棲息深度可達50公尺，本魚體延長，吻長度約3/4眼徑，臀鰭長，體側具一條窄的銀色條紋，寬度約等於眼徑，臀鰭軟條28-35條，體長可達12.5公分，喜群游，棲息在沿海，以浮游生物為食。

## 擴展閱讀
維基物種上的相關：巴拿馬小鯷